# Communauté de communes de la Vallée de l’Oise
Die Communauté de communes de la Vallée de l’Oise ist ein ehemaliger französischer Gemeindeverband (Communauté de communes) im Département Aisne und der Region Picardie. Er wurde am 21. Dezember 1999 gegründet.

## Mitglieder
| - Alaincourt - Benay - Berthenicourt - Brissay-Choigny - Brissy-Hamégicourt - Cerizy - Châtillon-sur-Oise - Chevresis-Monceau - Essigny-le-Grand - Gibercourt - Itancourt - La Ferté-Chevresis - Ly-Fontaine - Mézières-sur-Oise | - Moÿ-de-l’Aisne - Parpeville - Pleine-Selve - Regny - Remigny - Renansart - Ribemont - Séry-lès-Mézières - Sissy - Surfontaine - Urvillers - Vendeuil - Villers-le-Sec |

## Quelle
- Le SPLAF - (Website zur Bevölkerung und Verwaltungsgrenzen in Frankreich (frz.))